# Un château en Espagne
Pour un autre film, voir Châteaux en Espagne.
Pour plus de détails, voir Fiche technique et Distribution.
Un château en Espagne est une comédie dramatique française écrite et réalisée par Isabelle Doval. Le film est sorti le 20 février 2008 en France.

## Synopsis
Maxime et Esteban, du haut de leurs 13 ans, sont les petites pestes de l'immeuble où ils vivent. De plus, ils sont voisins de palier, ce qui les a unis, jusqu'à se considérer comme frères. Leur amitié est, pour eux, quelque chose d'immuable, qui ne changera jamais. jusqu'au jour où le père d'Esteban, d'origine espagnole, décide de déménager.

## Fiche technique
- Titre original : Un château en Espagne
- Réalisateur : Isabelle Doval
- Scénariste : Isabelle Doval et Olivier Dague
- Producteur :  Michel Propper et Alain Mamou-Mani
- Directeur de la photographie : Denis Rouden
- Musique : Jérôme Dedina
- Monteuse : Nathalie Langlade
- Monteur son : François Fayard
- Mixage : Jérôme Devoise
- Distribution : 
  -  France : EuropaCorp Distribution
- Durée : 88 min.
- Format : couleur
- Dates de sortie :
  -  Italie : 19 octobre 2007
  -  France : 20 février 2008
  -  Belgique : 26 mars 2008

## Distribution
- Jean Senejoux : Maxime Breal
- Martin Jobert : Esteban Marquès, copain d'enfance et voisin de pallier de Maxime, d'origine espagnole
- Anne Brochet : Emma Breal, mère de Maxime, veuve, avocate très occupée qui ne lui consacre pas assez de son temps
- Angela Molina : Louna Marquès, couturière à domicile espagnole, mère aimante d'Esteban
- Lluís Homar : Luis Marquès, père d'Esteban, préparateur physique d'une équipe de football professionnelle
- Eyal Hamou : Manolo Marquès, frère cadet pleurnichard d'Esteban
- Guillaume Delorme : Enrique Marquès
- Laurène Doval :  Lucille
- Isabelle Doval : Jeanne, amie d'Emma, mère de Lucille
- Thomas Doucet : Arsène
- Stéphane Freiss : Pierre-Henri, avocat suffisant qui fait la cour à Emma
- Michel Scotto di Carlo : Gilbert, ex d'Emma
- Pascal Laurens : le professeur
- Sophie Mounicot : La régisseuse du spectacle
- Alain Fromager : Jérôme Lambert, metteur en scène du spectacle
- Karim Adda : l'homme au théâtre
- Louis Mahe : Corentin, un enfant auditionné
- Renaud Rutten : Jacques, le déménageur
- Philippe Hérisson : Monsieur Gallier
- Julie Ferrier : la nouvelle voisine
- Frédéric Maranber, Alexandre, fils de la nouvelle voisine
- Bastien Clérin : un élève
- Karamoko Kanaté : Medhi
- Axelle Laffont : l'animatrice TV
- Véronique Picciotto : la présentatrice de la météo
- Maureen Dor : Cécile
- Monique Raoiliarimalala : Lourdes
- Valérie Labro : l'ex-épouse de monsieur Gallier
- Julien Jacob : un élève
- Pacita Zappatta : la deuxième femme espagnole
- Aurélia Crebessegues : Sophie